# Гонсалес, Хуан Игнасио
Хуан Игнасио Гонсалес Ибарра (исп. Juan Ignacio González Ibarra; родился 8 июля 1984 года, Гвадалахара, Мексика) — мексиканский футболист, защитник клуба «Леон».

## Карьера
Гонсалес — воспитанник клуба «Атлас». Он не смог пробиться в основу и играл в основном за фарм-клуб «Койотес де Сонора» или «Академикос де Атлас». В 2007 году Хуан покинул «Атлас» и нерегулярно играл за команды «Селая» и «Эстудиантес Текос». В составе последнего он дебютировал в мексиканской Премьере. Летом 2008 года Гонсалес перешёл в «Керетаро», который в то время выступал в Лиге Ассенсо. 10 августа в матче против «Тампико Мадеро» он дебютировал за новый клуб. В этом же поединке Хуан забил свой первый гол за «Керетаро». По итогам сезона Гонсалес помог команде вернуться в элиту. 16 августа 2009 года в матче против «Гвадалахары» он дебютировал за команду на высшем уровне.
В начале 2010 года Хуан перешёл в «Леон». 10 января в матче против «Коррекаминос» он дебютировал за новый клуб. 21 августа 2011 года в поединке против «Торос Неса» Гонсалес забил свой первый гол за «Леон». По итогам сезона он помог клубу выиграть Лигу Ассенсо и выйти в элиту. В 2013 году Хуан помог Леону выиграть чемпионат, а спустя год повторил это достижение.

## Достижения
Командные
 «Леон»
- Чемпионат Мексики по футболу — Апертура 2013
- Чемпионат Мексики по футболу — Клаусура 2014